# 雷射導引星

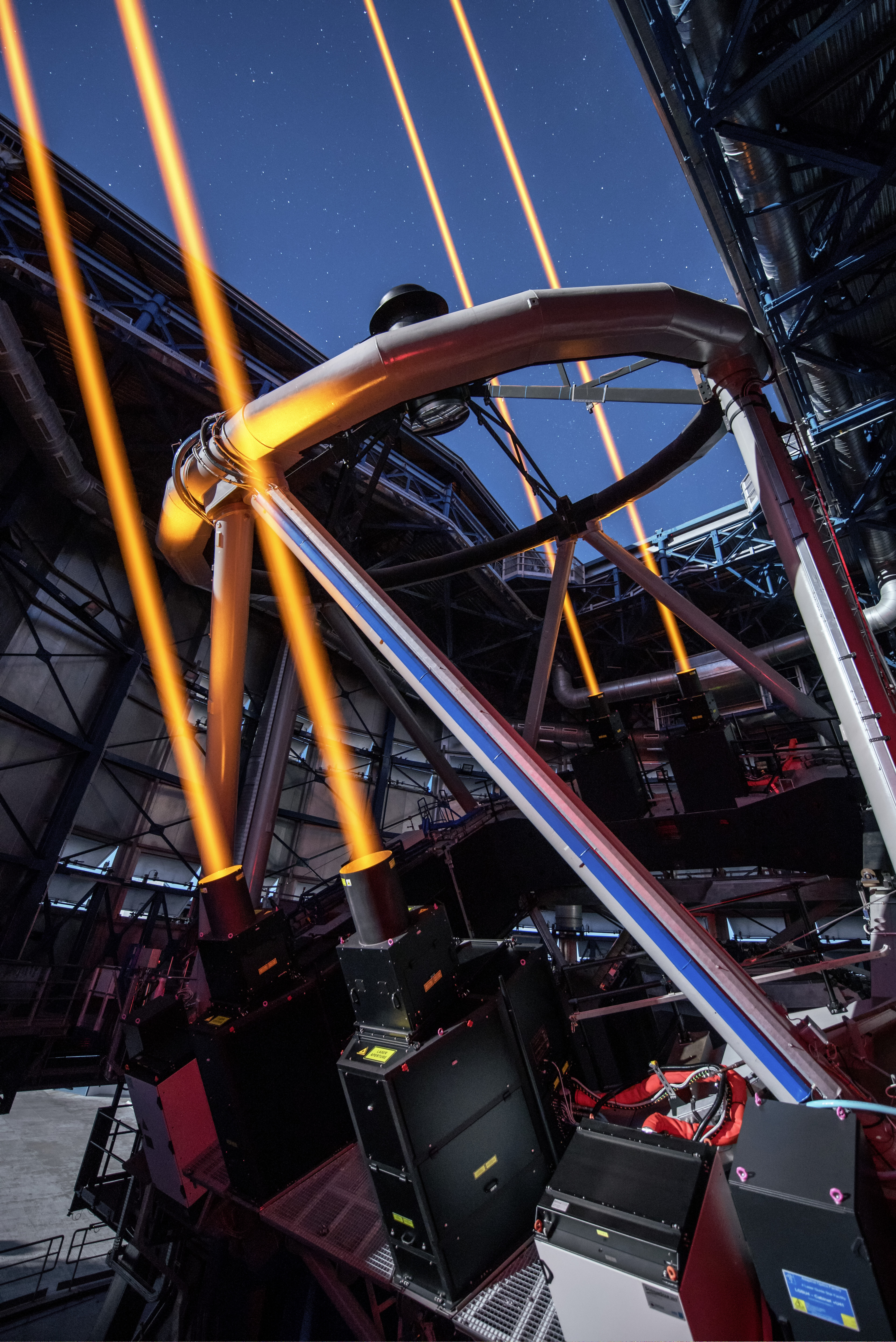
位於帕拉納天文台的强大雷射導引星系統。.

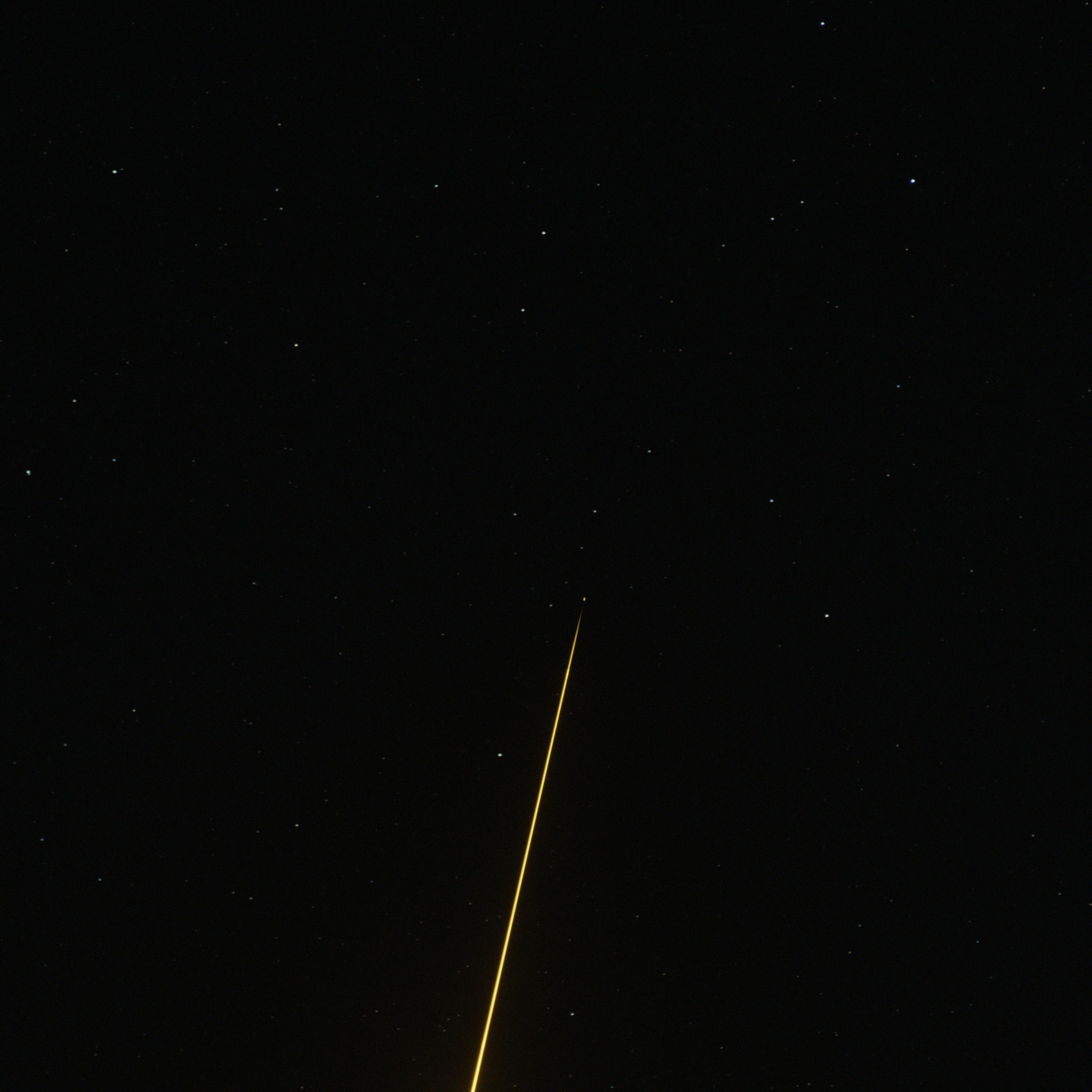
實際的雷射導引星是雷射束視端上方的小點：赤經18h 36m 44s，赤緯29.98°。

雷射引導星是一種人造的恆星影像，用於大型天文望遠鏡的調適光學系統，以校正大氣擾動造成的失真（稱為視寧度）。調適光學（AO）系統需要一個稱為導引星的波陣面參考光源。為此，天然恆星可以作為點源，但並非天空的所有部分都有足够明亮的恆星，這極大地限制了自然導星進行調適光學上的使用性。取而代之的是，人們可以通過將雷射照射到大氣層中來製造人造導引星。光束發出的光被高層大氣中的成分反射回望遠鏡。這顆恆星可以定位在望遠鏡想要指向的任何地方，為調適光學開闢了更大的適用空間。
因為雷射束在上升過程中已受到視寧度偏轉，所以返回的雷射不會像天文光源那樣在天空中移動。為了保持天文影像的穩定，必須監測天空中附近的一顆天然恆星，以便使用尖端傾斜鏡減去雷射導引星的運動。然而，這顆恆星可能比調視光學系統需要的自然導引星暗得多，因為它只用於量測尖端和傾斜，所有高階畸變都是用雷射導引星量測的。這意味著更多的恆星是合適的，相應地，更大比例的天空是可以引入的。

## 類型
雷射導引星系統主要有兩種類型，即鈉和瑞利信標導星。鈉信標是通過使用調諧到589.2納米的雷射來為散逸層的鈉層中的原子提供能量而創建的，該原子位於大約90 km（56 mi）的高度。鈉原子隨後重新發射雷射，產生一顆發光的人造恆星。鈉的原子躍遷與用於街燈的鈉蒸氣燈相同。
瑞利信標依賴於低層大氣中分子對光的散射。與鈉信標相比，瑞利信標更簡單、成本更低，但由於瑞利信標在大氣中的生成要低得多，因此不能提供良好的波陣面參攷。雷射通常是脈衝式的，對大氣的量測是時間門控的（在脈衝發射幾微秒後進行，因此忽略了地面的散射光，實際上只檢測到在大氣層中高達幾微秒並返回的光）。.

## 雷射發展

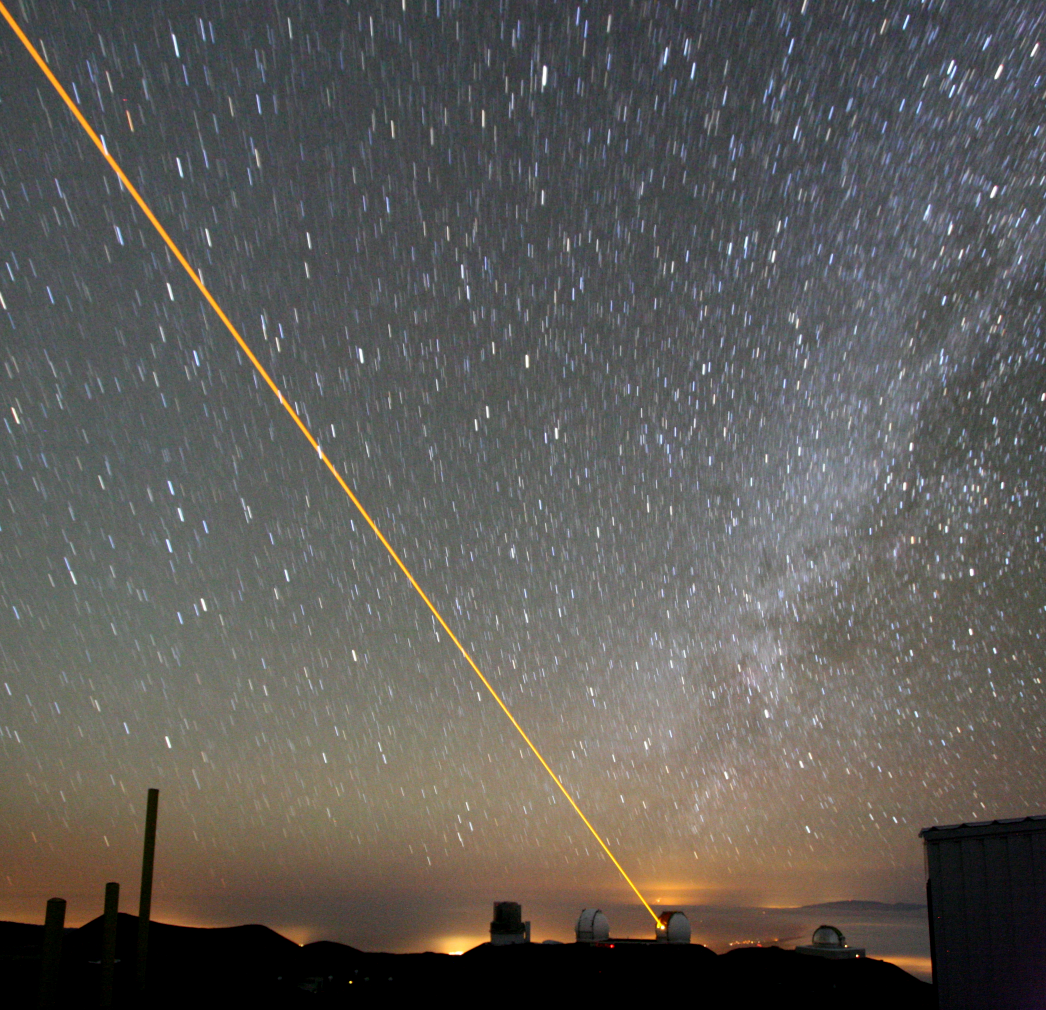
凱克天文台投射到夜空中的鈉雷射，創造出鈉信標導引假星。

染料雷射器是雷射導引星應用中使用的第一批雷射源。這些可調諧雷射器在這一領域繼續發揮著重要作用。然而，一些研究人員認為使用增液介質是不利的。。用於鈉導引星應用的第二代雷射源包括和頻混合固態雷射器。自2005年以來，基於可調諧二極體雷射器的新的第三代雷射系統一直在開發中，隨後進行窄帶拉曼光纖放大和共振頻率轉換。自2014年以來，完全工程化的系統已投入商業使用。這裡提到的可調諧雷射器的重要輸出特徵包括繞射限制的光束發散和窄線寬發射。

## 進展
用於調適光學以校正大氣畸變的鈉雷射導引星被認為是由普林斯頓大學物理學家威廉·哈珀於1982年發明的，作為戰略防禦計畫的一部分，但當時它是機密。
雷射導引星調適光學仍然是一個非常年輕的領域，現時在技術開發方面投入了大量精力。截至2006年，只有兩個雷射導引星AO系統經常用於科學觀測，並為同行評審編輯的科學文獻中發表的結果做出了貢獻：位於加利福尼亞州的利克天文台和帕洛瑪山天文台，以及夏威夷的凱克天文台。然而，大多數主要望遠鏡都在開發雷射導引星系統，其中威廉·赫歇耳望遠鏡、甚大望遠鏡]和北雙子天文台已經在天空中測試了雷射，但尚未實現正常運行。截至2006年，開發雷射AO系統的其它天文台包括大雙筒望遠鏡和加那利大型望遠鏡。甚大望遠鏡的雷射導引星系統於2007年6月開始常規使行。
自2016年4月以來，4雷射導引星設施（4LGSF）已安裝在歐洲南方天文台的甚大望遠鏡（VLT）上，作為調適光學設施（AOF）的一個新子系統。4LGSF是VLT雷射導引星設施（LGSF）的擴充。4LGSF不是一束雷射束，而是將四束雷射束傳播到智利北部帕拉納爾的天空中，通過照射位於90公里高空的大氣中的鈉原子產生四顆人造恆星。這四顆恆星能够在特定方向上獲得更好的校正，或者通過調適光學系統擴大校正的視野。每架雷射器的直徑為30 cm（12英寸），功率為22瓦。4LGSF雷射系統基於ESO開發並轉移到工業領域的光纖拉曼雷射技術。
為了支持帕拉納天文台的新儀器，有必要陞級到四台採用光纖拉曼雷射技術的雷射器，像霍克-I（與格拉爾）和MUSE（與GALACSI合作）。與現時仍在使用其原始染料雷射器（計畫被光纖雷射器取代）的LGSF相比，4LGSF的穩定性也得到了提高，預防性維護支持的數量和觀測運行時間的準備將大大减少。
4LGSF幫助天文學家測試E-ELT的設備，其將具有類似的系統來支持望遠鏡的調適光學器件。 
鑒於其力量，4LGSF的行動遵循一項協定，以避免任何風險。雷射系統配備有自動飛機規避系統，如果飛機過於靠近光束，該系統會關閉雷射。
對於鈉雷射導引星，有三個主要挑戰需要克服：拉莫爾進動、反沖和躍遷飽和。拉莫爾進動是鈉原子在地磁場中的進動（確切地說，它是原子的量子化總原子角動量向量的進動），在通過圓偏振光的光泵浦建立二能級迴圈躍遷之前，通過改變原子的角動量來降低雷射導引星的原子螢光。自發輻射的反沖導致原子的動量衝擊，導致雷射相對於原子發生紅移，使原子無法吸收雷射，從而無法發出螢光。躍遷飽和是指原子從較高角動量（F=2）的狀態减少到較低角動量（F=1）的狀態，從而導致不同的吸收波長。

## 外部連結
- Laser Guide Star Adaptive Optics （页面存档备份，存于） @ keck.hawaii.edu
- ESOcast 34: How To Stop a Star's Twinkle （页面存档备份，存于）
- ESO’s New Compact Laser Guide Star Unit Tested （页面存档备份，存于）
- Gemini's Laser Vision Reveals Striking New Details in Orion Nebula （页面存档备份，存于）